# Hygrocybe coccinea
A Hygrocybe coccinea é uma espécie colorida do gênero de cogumelos Hygrocybe da família Hygrophoraceae. Esses cogumelos são encontrados em todo o Hemisfério Norte, desde a China e o Japão, até a Europa e a América do Norte. O pequeno cogumelo vermelho vivo é uma visão familiar em pastagens não melhoradas na Europa no final do verão e no outono, e em florestas na América do Norte no inverno.

## Taxonomia
A espécie foi descrita pela primeira vez como Agaricus coccineus pelo micologista alemão Jacob Christian Schäffer em 1774, antes de ser transferida para o gênero Hygrophorus por Elias Magnus Fries em 1838 e, finalmente, Hygrocybe por Paul Kummer em 1871. O epíteto específico coccinea significa "escarlate" em latim.

## Descrição
O píleo pequeno é inicialmente em forma de sino e depois achatado; mede de 2 a 5 cm de diâmetro e é da cor escarlate com tonalidades amarelas e tem uma textura viscosa. As lamelas adnatas são grossas e amplamente espaçadas, de cor vermelho-amarelada. O estipe sem anel tem de 2 a 5 cm de altura e de 0,3 a 1 cm de largura, vermelho com uma base amarelada. A carne é vermelho-amarelada e o cheiro e o sabor são fracos. Os esporos são ovais e medem de 7 a 9,5 por 4 a 5 μm; são lisos, hialinos em hidróxido de potássio e não amiloide. A esporada é branca. Os basídios possuem 4 esterigmas e até 60 μm de comprimento.

## Comestibilidade
O cogumelo é comestível, mas de pouco interesse.

## Habitat e distribuição
A Hygrocybe coccinea tem uma ampla distribuição em pastagens não melhoradas em toda a Europa, de agosto a outubro. Na Grã-Bretanha, como todas as Hygrocybes, tem suas melhores estações nos meses do final do outono, sem geadas, e no oeste da América do Norte pode ser encontrado sob sequoias ou em florestas mistas no inverno. Foi registrada crescendo sob rododendros e carvalhos (Quercus) no Parque Nacional Sagarmatha, no Nepal, e também ocorre na Índia, China e Japão.
Os espécimes inicialmente identificados como H. coccinea na Austrália foram reclassificados como H. miniata ou H. kandora.